# Breutelia luteola
Breutelia luteola är en bladmossart som beskrevs av C. Müller och Brotherus in Geheeb 1897. Breutelia luteola ingår i släktet gullhårsmossor, och familjen Bartramiaceae. Inga underarter finns listade i Catalogue of Life.